# CP série 1550
La Série 1550 est un modèle de locomotive à traction diesel-électrique des chemins de fer portugais.

## Retrait
Ces universelles et fiables machines ont été mis en réserve le 31 décembre 2011, avec une moyenne de 3,5 millions de km parcourues.